# Franziska Ammermüller

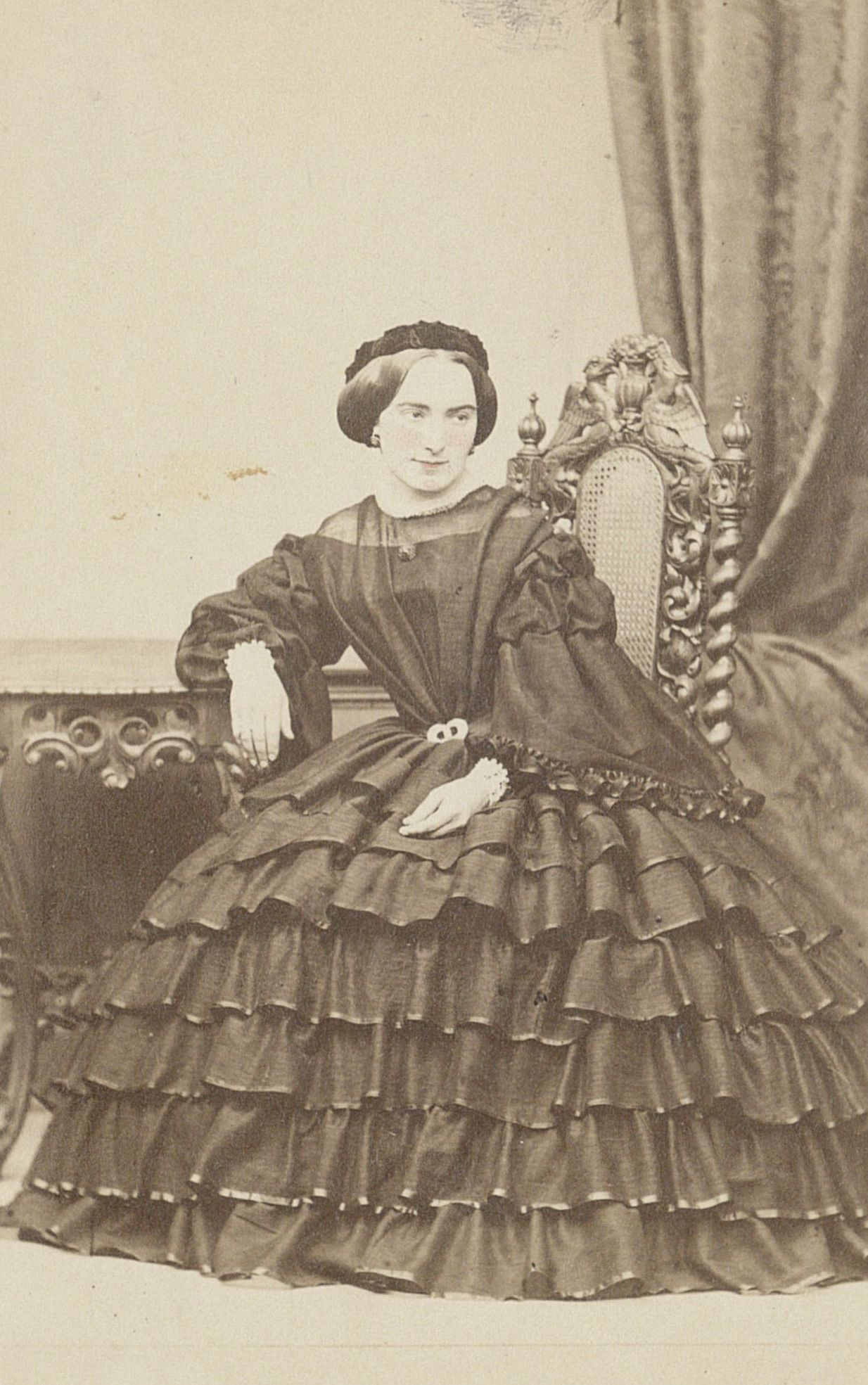
Franziska Ammermüller, fotografiert von Carl Buchner

Franziska Ammermüller (* 14. Dezember 1816 in Tübingen; † 23. November 1903 in Stuttgart) war eine württembergische Frauenrechtlerin. 

## Leben
Ammermüllers Vater war Universitätskameralverwalter. Der Abgeordnete Friedrich Ammermüller war ihr älterer Bruder. Nach dem Tod der Mutter zog Franziska Ammermüller 1869 nach Stuttgart. Hier engagierte sie sich im Verein für klassische Kirchenmusik und sang im Chor. 1873 begründete sie den Schwäbischen Frauenverein mit, von 1874 bis 1891 war sie Präsidentin des Vereins. 1891 wurde sie zur Ehrenpräsidentin des Vereins gewählt. Der Verein schuf in erster Linie unterschiedliche Bildungseinrichtungen für Frauen.

## Literatur

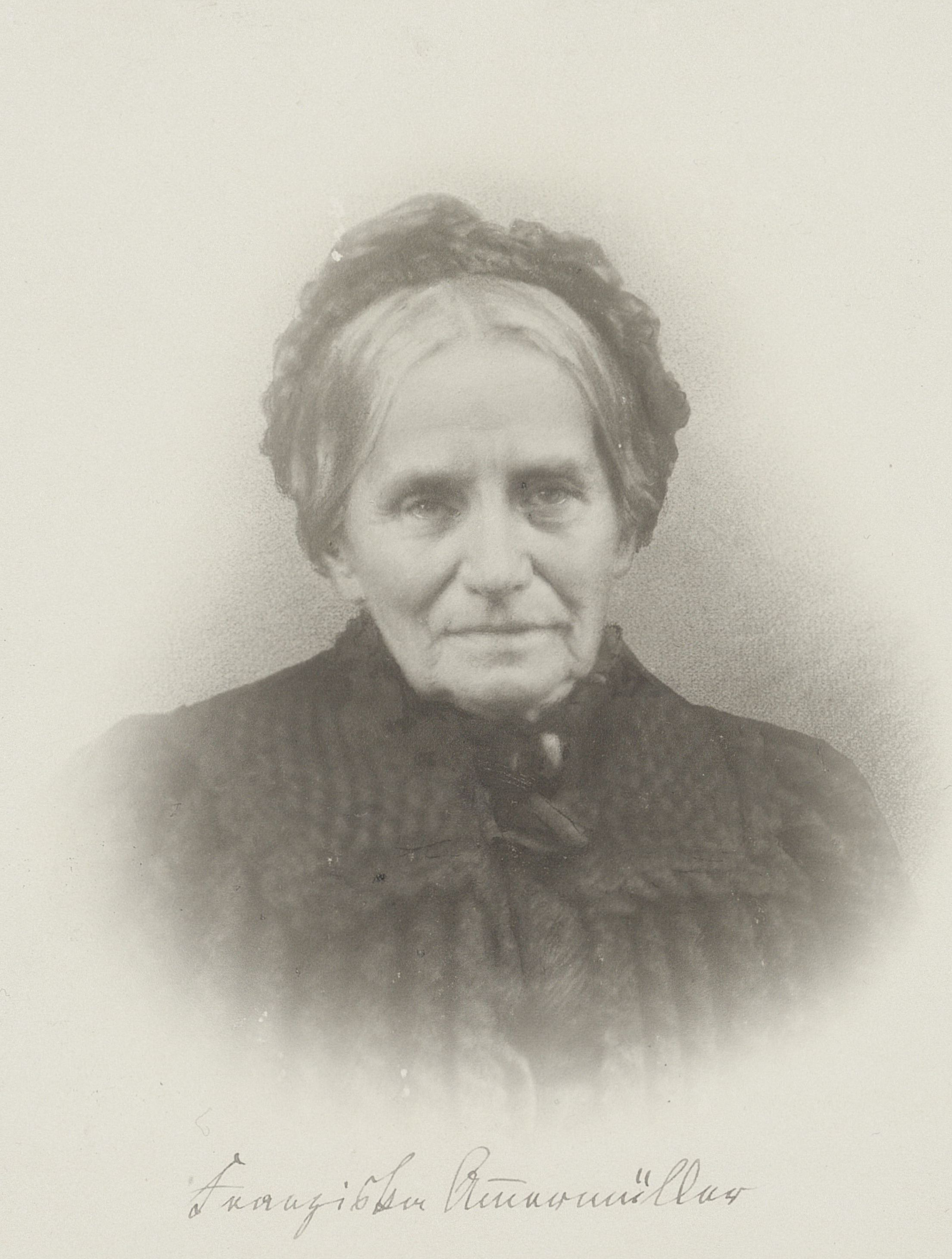
Franziska Ammermüller